# 岩泉町
岩泉町（日语：／ Iwaizumi chō */?）是位於日本岩手縣中部的町，隸屬於下閉伊郡，也是本州面積最大的町。轄區地處北上山地的中部，東部的茂師地區位於三陸復興國立公園的範圍內，當地人口則集中在岩泉町役場周邊的岩泉地區和鄰海的小本地區等地。岩泉町以日本三大鐘乳石洞穴之一的龍泉洞而聞名，當地也因為具有豐富的水和森林資源而被譽為「森林與水的交響樂」。而當地居民在對外通勤與就學上相當依賴南邊的宮古市。 
町內的茂師地區於1978年發現恐龍的化石，1981年該化石被鑑定為日本第一個恐龍化石，並依照當地的地名命名為「茂師龍」。

## 地理
岩泉町境內約78.8%的面積被山林覆蓋，2.1%的土地為農業用地。轄區地處北上山地的中部地帶，其周圍被海拔1000至1300公尺的高地包圍。位於境內的龍泉洞被指定為日本的天然紀念物。小本川、安家川、攝待川等河皆流經轄區，並在東邊注入太平洋。東部的谷灣海岸則位於三陸復興國立公園的範圍內。

### 氣候
根據統計，2013年至2017年岩泉町的年均溫為10.5℃，年均降雨量則約1273毫米。西部的山岳地區為高原氣候，東部地區則屬於太平洋側氣候，但夏季時會受到挾帶涼冷潮濕空氣的東北風影響。

## 歷史
岩泉町自繩紋時代的草創期便有人類定居，境內屬於繩紋時代的諸多遺跡中發掘出許多竪穴式住居。彌生時代，當地的許多洞窟被作為祭祀用的場所，如赤穴洞窟遺跡。而町内的伊底羽神社、有藝之伊豆神社和小本之熊野神社建立於平安時代的大同年間，並且被認為與東征蝦夷的坂上田村麻呂具有關聯。
岩泉地區在中世紀才正式出現在史料與文獻當中。元弘年間至建武年間，陸奧國的鎮守府將軍北畠顯家的後代據說移居至當地的袰綿地區。當地在江戶時代為盛岡藩的領地，並由穴澤氏、岩泉氏、大川氏、小本氏、中里氏等氏族統治。
明治22年（1889年）日本實施町村制，並將境內的19個村落合併成小川村、大川村、岩泉村、有藝村、安家村與小本村。大正11年（1922年）岩泉村改制成岩泉町。昭和31年（1956年）9月30日，岩泉町與小川村、大川村、有藝村和安家村合併。昭和32年（1957年）4月1日，小本村併入岩泉町，形成現今的岩泉町。
2011年3月11日的東日本大震災在岩泉町引發震度4的地震，並造成13位居民死亡與387棟建築受損，當地的受損總額約為44億1千萬日圓。

## 行政
現任町長中居健一於2022年1月在選舉中成功連任，其任期將持續至2026年1月。

## 經濟
根據日本2020年的國勢調查統計，岩泉町的就業人口中有19.5%從事第一級產業，24.3%的就業人口從事第二級產業，其餘的55.9%則從事第三級產業。當地的農業以生產畜產、山葵、優格等乳製品為主。岩泉町也作為日本主要的松茸生產地而聞名，當地生產的松茸多被運往日本國內各地。
因岩泉町內的自然景點相當多，因此當地也相當盛行觀光業。境內的龍泉洞在最盛時期吸引每年約47萬名遊客到訪，但1990年代以後遊客數便逐年下滑。2022年參訪岩泉洞的遊客人數恢復至約14萬5千人。而龍泉洞內的水也作為礦泉水向外銷售。

## 教育
岩泉町内共有5所小學校、3所中學校與1所高等學校（岩手縣立岩泉高等學校）。根據2023年5月的統計，境內的小學校共有298名學生，中學校共有147名學生，高等學校則共有116名學生。

## 交通
國道45號、國道340號、國道455號與三陸沿岸道路皆穿越岩泉町内，其中三陸沿岸道路在東部的小本地區設置岩泉龍泉洞交流道。鐵路方面，三陸鐵道的谷灣線通過岩泉町，並在境內設置岩泉小本站。